# Shun'ya Suganuma
Shun'ya Suganuma (菅沼 駿哉?, Suganuma Shun'ya; Toyonaka, 17 maggio 1990) è un calciatore giapponese, difensore del Khon Kaen Utd.

## Palmarès

### Club

#### Competizioni nazionali
- Coppa dell'Imperatore: 1

Gamba Osaka: 2009

### Nazionale
- Giochi asiatici: 1

2010